# 코파 프레시덴테 FEF
스페인 축구 연맹 회장컵 1941-47(스페인어: Copa Presidente de la Federación Española de Fútbol de 1941-1947)는 스페인 왕립 축구 연맹(RFEF)이 주최한 공식 대회로, 스페인 축구 연맹 회장이 트로피를 헌정하고 "리그와 동일한 규정을 적용하고 대회 위원회의 개입"으로 대회를 주최했다.
이 대회는 1940-41 시즌에 리가와 코파에서 우승한 구단과 준우승한 구단이 참가했고, 따라서 수페르코파 데 에스파냐의 전신적 성격이 있는 셈이었다.(2019-20 시즌 이래의 수페르코파와 참가 자격이 동일하다.)

## 역사
이 대회는 스페인과 포르투갈 리그의 상위 4개 구단이 "코파 이베리카"의 명칭으로 대회를 치르겠다는 계획에서 시작되었으나, 막판에 포르투갈 축구 연맹의 재정적 문제로 취소되었다. 본래 일정을 대신하기 위해 스페인 연맹이 대회를 재조직하기에 이르렀다.
대회의 본래 명칭은 자격 있는 자들의 컵(스페인어: Copa Clasificados)이었다. 이 대회에 참가한 코파 델 헤네랄리시모의 우승 구단인 발렌시아는 리그에서 상위 3개 구단 안에 들은 1위 아틀레티코 아비아시온, 2위 아틀레틱 빌바오, 그리고 4위 바르셀로나 대회에 참가했는데, 3위는 발렌시아로 이미 코파 델 레이 진출권을 확보했었다.
이 대회에 참가한 구단들은 소규모 리그전을 펼쳤고, 총 12경기를 치렀고, (참가하는 선수들은 6경기씩 치렀다), 1941년 4월 6일부터 같은 해 5월 4일까지 진행되었다. 그러나 아틀레티코 아비아시온과 발렌시아 간의 최종전 경기는 상황적 문제로 1947년 9월 14일까지 연기되었다. 마드리드 연고 구단은 4-0의 경이로운 대승을 거두었고, 마드리드 구단은 4-0 대승을 거두고 합계 8점의 승점을 벌어들여, 발렌시아를 승점 1점차로 따돌리고, 대회 개막 6년 만에 우승을 차지했다. 대회 우승컵은 아르만도 무뇨스 칼레로 스페인 연맹 회장이 아틀레티코 마드리드 선수단에게 수여했다.
이 대회는 6년 동안 진행되어 스페인 축구 역사상 최장 기간 진행 대회로 기록되었는데, 대회 진행 기간은 공식적으로 6년 5개월이었으며, 1941년 4월 6일에 시작되어 1947년 4월 14일에 열린 최종전으로 막을 내렸다.

## 참가 구단
스페인 왕립 축구 연맹은 이 대회에 다음의 선수단들을 초대했다:
- 아틀레티코 아비아시온 - 1940-41 시즌 라 리가 우승

- 아틀레티코 빌바오 - 1940-41 시즌 라 리가 준우승

- 발렌시아 - 1940-41 시즌 코파 델 헤네랄리시모 우승 (1940-41 시즌 라 리가 3위).

- 바르셀로나 - 1940-41 시즌 라 리가 4위

당시 언론은 이전 시즌 최고의 구단들이 참가하는 대회였기 때문에, "주요 대회"로 평했는데, 전국 두 주요 대회 우승 구단과, 나머지 리그의 상위 2개 구단이 참가했기 때문이었다. 이 대회는 나중에 열린 코파 에바 두아르테(1947년 실시, 1953년 폐지)와 더불어 현 수페르코파 데 에스파냐의 전신으로 보고 있다. 그러나, 1940년에 열린 코파 데 로스 캄페오네스 데 에스파냐와 1945년에 열린 코파 데 오로 아르헨티나 모두 수페르코파의 전신으로 보고 있지만, 공식적으로 인정받지는 않았다.

## 경기 결과
| 날짜            | 안방                  | 원정                  | 점수 |
| --------------- | --------------------- | --------------------- | ---- |
| 1941년 4월 6일  | 아틀레티코 빌바오     | 바르셀로나            | 5-3  |
| 1941년 4월 13일 | 아틀레티코 빌바오     | 발렌시아              | 3-0  |
| 1941년 4월 13일 | 아틀레티코 아비아시온 | 바르셀로나            | 6-0  |
| 1941년 4월 20일 | 바르셀로나            | 발렌시아              | 1-1  |
| 1941년 4월 20일 | 아틀레티코 아비아시온 | 아틀레티코 빌바오     | 2-1  |
| 1941년 4월 27일 | 아틀레티코 빌바오     | 아틀레티코 아비아시온 | 6-2  |
| 1941년 4월 27일 | 발렌시아              | 바르셀로나            | 3-0  |
| 1941년 5월 2일  | 바르셀로나            | 아틀레티코 아비아시온 | 1-2  |
| 1941년 5월 2일  | 발렌시아              | 아틀레티코 빌바오     | 3-0  |
| 1941년 5월 4일  | 바르셀로나            | 아틀레티코 빌바오     | 3-0  |
| 1941년 5월 4일  | 발렌시아              | 아틀레티코 아비아시온 | 2-0  |
| 1947년 9월 14일 | 아틀레티코 마드리드 * | 발렌시아              | 4-0  |

## 경기 결과 요약
|                     | ATM | VAL | ATB | BAR |
| ------------------- | --- | --- | --- | --- |
| 아틀레티코 마드리드 |     | 4-0 | 2-1 | 6-0 |
| 발렌시아            | 2-0 |     | 3-0 | 4-0 |
| 아틀레티코 빌바오   | 6-2 | 3-0 |     | 5-3 |
| 바르셀로나          | 1-2 | 1-1 | 3-0 |     |

## 최종 순위
대회 형식은 모든 참가 구단이 "두 번씩 돌아가며 상대"하는 방식이었는데, 라 리가의 형식과 동일하게 1승을 거둘 때마다 2점, 1무를 거둘 때마다 1점을 얻었다.
| 순위 | 구단                 | 전 | 승 | 무 | 패 | 득 | 실 | 차  | 점 |
| ---- | -------------------- | -- | -- | -- | -- | -- | -- | --- | -- |
| 1    | 아틀레티코 마드리드* | 6  | 4  | 0  | 2  | 16 | 10 | +6  | 8  |
| 2    | 발렌시아             | 6  | 3  | 1  | 2  | 9  | 8  | +1  | 7  |
| 3    | 아틀레티코 빌바오    | 6  | 3  | 0  | 3  | 15 | 12 | +3  | 6  |
| 4    | 바르셀로나           | 6  | 1  | 1  | 4  | 6  | 16 | -10 | 3  |

- 1947년 1월, 아비아시온 나시오날이 분리되면서 아틀레티코 마드리드로 개칭되었다.[7]

| 코파 프레시덴테 FEF 우승       |
| ------------------------------ |
| 아틀레티코 마드리드 1번째 우승 |

## 기타 대회
동명의 대회가 1940년에도 열렸는데, 이 대회에는 2부 리그 구단들이 참가했다.
1930년대와 1940년대에 "회장컵"이라는 동일한 명칭으로 진행된 대회가 있지만, 지역 연맹 회장이 주관한 대회로, 예를 들어 코파 프레시덴테 페데라시온 카스테야나, 코파 프레시덴테 페데라시온 안달루사, 코파 프레시덴테 페데라시온 바스카, 코파 프레시덴테 페데라시온 레반테 등이 있다. 위의 대회들 모두 이 대회와 아무런 연관이 없으며, 지역의 사정에 따라 대회 진행 방식이 달랐다.

## 같이 보기
- 코파 데 로스 캄페오네스 데 에스파냐
- 코파 데 오로 아르헨티나
- 코파 에바 두아르테
- 수페르코파 데 에스파냐
- 라 리가